# Alconeura lappa
Alconeura lappa är en insektsart som beskrevs av Griffith 1938. Alconeura lappa ingår i släktet Alconeura och familjen dvärgstritar.
Artens utbredningsområde är Arizona. Inga underarter finns listade i Catalogue of Life.